# Centre-Vall del Loira
Centre-Vall del Loira (en francès Centre-Val de Loire) és una de les tretze regions de la França Europea. Es tracta d'una regió marcada per la seva identitat rural combinada, però, amb aglomeracions urbanes de forta tradició industrial. El 17 de gener de 2015 la regió Centre és reanomenada Centre-Vall del Loira.

## Geografia
La regió del Centre–Vall del Loira limita amb les regions d'Alvèrnia-Roine-Alps, la Borgonya-Franc Comtat, l'Illa de França, la Normandia, la Nova Aquitània i el País del Loira.
Consta de sis departaments, que es detallen a continuació:
- Cher
- Eure i Loir
- Indre
- Indre i Loira
- Loir i Cher
- Loiret

## Història
Des d'un punt de vista històric, Centre comprèn tres antigues províncies: l'Orleanès (Loiret, Eure i Loir, Loir i Cher), el Berric (Cher, Indre) i la Turena (Indre i Loira).
Es tracta d'una regió molt vinculada a la monarquia francesa, des que l'any 1418 la família reial es va instal·lar a la Turena. En conseqüència, els castells d'Amboise i de Blois van passar a ser residències reials sota els regnats de Carles VII, Lluís XII i Francesc I. Aquest últim, a més, va fer construir un altre castell a la regió, el castell de Chambord, la construcció del qual va encarregar a Leonardo da Vinci. Amb la instal·lació dels diferents reis francesos a la regió, nombrosos nobles també van decidir traslladar-s'hi. D'aquesta manera, un bon nombre de castells van ser construïts prop dels rius Loira, Cher i Indre. Entre aquests nobles castells cal destacar els de Chenonceau i Azay-le-Rideau.

## Demografia
El Centre és la novena regió més poblada de França. El cens parcial de 2004 indica que la regió ha guanyat 42.000 habitants respecte del cens de l'any 1999.
La taxa de creixement durant la dècada dels 90 es va mantenir estable al voltant del 0,32%, la qual cosa mostra un creixement inferior a la mitjana nacional que es va situar, durant aquest període, al voltant del 0,37%.
Les tres principals àrees urbanes (Tours, Orleans i Bourges) concentren un terç de la població regional, que és majoritàriament rural. L'any 1999, Tours era la vintena àrea urbana més poblada de França amb 376.377 habitants i un creixement del 0,69% durant el període 1990-1999. L'àrea d'Orléans, també l'any 1999, últim any en què va tenir lloc el cens a França, era la vint-i-dosena amb 355.811 habitants i un creixement del 0,86%.
Les àrees més poblades són les situades a la riba del riu Loira, i als municipis més al nord, prop del límit amb la regió de l'Illa de França. Les principals ciutats de la regió estan situades a la riba del Loira, aquest és el cas de la capital regional, Orléans, de Tours i de Blois. Ara bé, actualment l'àrea més propera a la regió metropolitana de París viu un fort creixement degut a aquesta proximitat.

## Política
Des de les primeres eleccions regionals, celebrades l'any 1986, fins al 1998 els diferents partits de dreta van ostentar la majoria al Consell Regional. Durant aquesta etapa, la presidència del Consell va ser exercida per Maurice Dousset, del partit Unió per a la Democràcia Francesa (UDF).
L'any 1998, l'esquerra plural aconsegueix la majoria relativa al Consell Regional, amb només un diputat més que els partits de dreta fins aleshores al poder, l'Agrupació per la República, la Democràcia Liberal i la UDF. D'aquesta situació neix una aliança efímera entre la dreta i el partit polític ultradretà Front Nacional. Bernard Harang és elegit president del Consell Regional, però haurà de dimitir dies després a conseqüència de la pressió dels diferents aparells polítics nacionals i de les nombroses manifestacions que es produeixen a les diferents ciutats de la regió, especialment a la capital Orleans.
Finalment, trencat ja aquest pacte entre els partits de dreta i el Front Nacional, el cap de la llista d'esquerra, el socialista Michel Sapin, batlle d'Argenton-sur-Creuse (Indre), és elegit president del Consell Regional. Michel Sapin ocuparà aquest càrrec fins a l'abril de l'any 2000, quan és nomenat Ministre de la Funció Pública. El substituirà el també socialista Alain Rafesthain, que serà president de la regió fins a les eleccions de 2004.
L'any 2004, la coalició formada pel Partit Socialista, el Partit Comunista Francès, Els Verds, el Partit Radical d'Esquerra i el Moviment Republicà i Ciutadà, i que es troba encapçalada novament per Michel Sapin obté la majoria absoluta al Consell Regional. Michel Sapin esdevé de nou president del Consell Regional del Centre.

## Economia
La Regió del Centre és la primera regió de la Unió Europea pel que fa a la producció de cereals. També hi tenen gran importància els conreus de bleda-rave sucrera, colza i gira-sol.
Regió de gran tradició agrícola, la descentralització industrial de la dècada dels 50 va permetre el sorgiment de sectors industrials moderns, com ara el sector farmacèutic. Aquest fenomen va beneficiar sobretot els dos departaments més propers a París (Eure i Loir, i Loiret), que van veure doblar la seva població activa industrial entre 1954 i 1974.
Actualment, Centre també destaca per ser la segona regió energètica francesa degut a les quatre centrals nuclears situades a la riba del riu Loira.
Així mateix, el sector terciari és força present a les dues grans ciutats de la regió, Orleans i Tours. A Orleans destaca el sector de la banca i de les assegurances, així com el de la recerca científica. En canvi, a la ciutat de Tours predominen els sectors de la sanitat i de l'educació universitària, alhora que és el primer centre hoteler de la regió. El turisme cultural ha conegut una forta expansió degut al gran nombre de castells que es troben a la regió, especialment a les zones més properes al riu Loira, i que han fet que aquesta regió sigui també coneguda com la dels Castells del Loira.